# 이상욱 (조직폭력배)
이상욱(李相旭, 1917년 ~ 2000년 2월 18일)은 종로를 기반으로 활동했던 대한민국의 조직폭력배이다.
군사정권 출범 이후 조직폭력배 일을 그만두고 사업에 매진했으며, 기독교에 귀의했다. 2000년에 동맥경화로 사망했으며, 유언에 따라 신촌세브란스병원에 시신이 기증되었다.

## 이상욱이 등장한 작품
- 《장군의 아들》 (1990), 《장군의 아들 2》 (1991), 《장군의 아들 3》 (1992) (배우: 이종상)